# Ivan Turgheniev

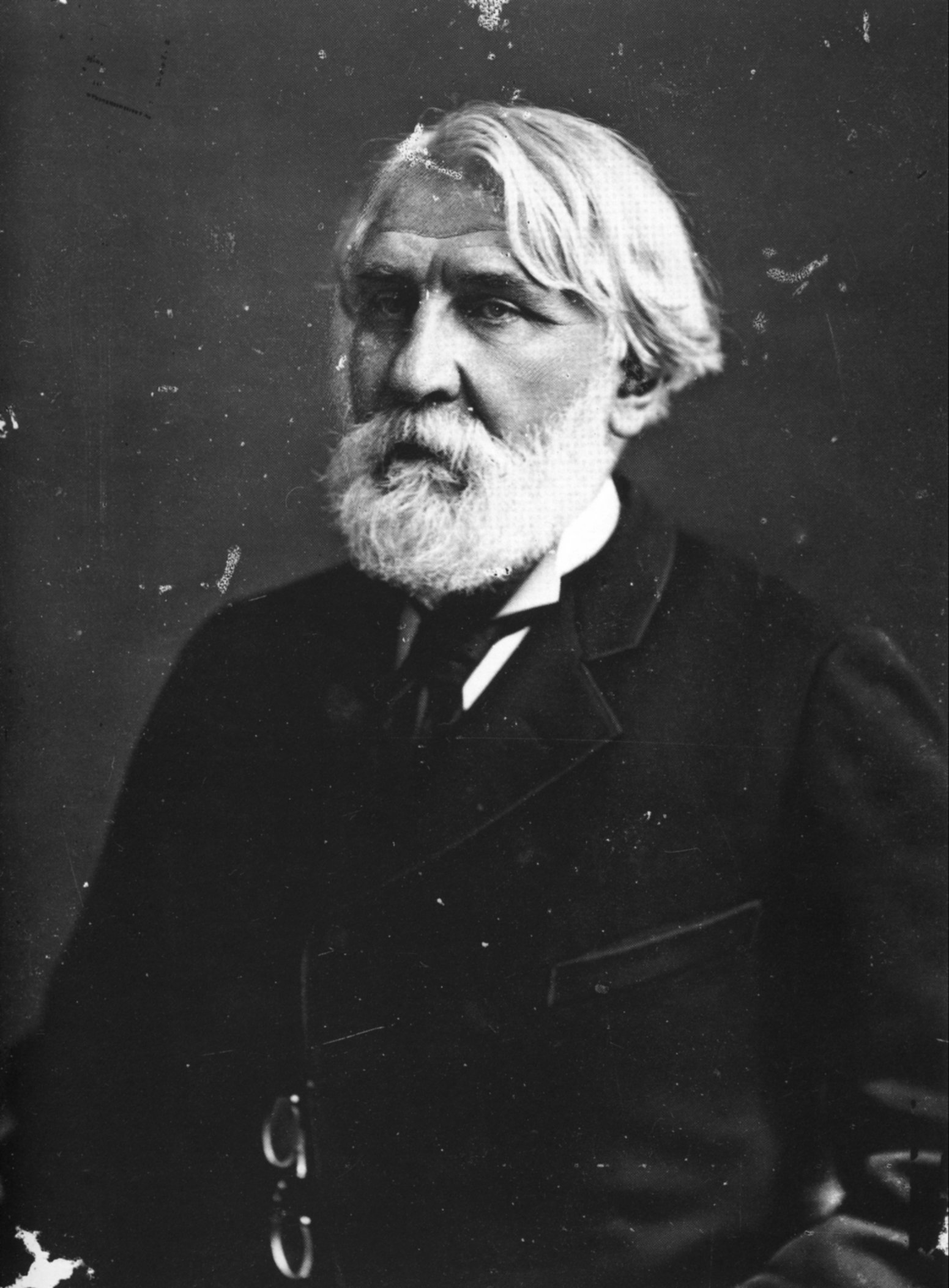
Ivan Turgheniev

Ivan Sergheevici Turgheniev (sau Turghenev; în rusă Ива́н Серге́евич Турге́нев; n. 28 octombrie/9 noiembrie 1818, Oriol, gubernia Oriol⁠(d), Imperiul Rus – d. 22 august/3 septembrie 1883, Bougival⁠(d), Île-de-France, Franța) a fost un romancier și dramaturg rus. Cel mai cunoscut roman al său este Отцы и дети (Părinți și copii), publicat în 1862.
„Maestru al realismului rus, prieten cu Gustave Flaubert și model al lui Guy de Maupassant, Turgheniev este un neîntrecut analist al vieții sentimentale a eroilor săi, pe care-i surprinde, în ipostaze specifice, de la fulgerătoarea scânteie a primei idile adolescentine până la pasiunea năvalnică a tinereții și chiar până la zbuciumul iubirilor târzii, cel mai adesea îngrădite de normele sociale.”

## Viața
S-a născut în orașul Oriol, din Rusia, pe 28 octombrie 1818 ca fiu al lui Serghei Nikolaievici Turgheniev și al Varvararei Petrovna Lutovinova. Tatăl său, fost colonel în Cavaleria Imperială Rusă, moare când Sergheievici împlinește vârsta de 16 ani, lăsându-l pe acesta, împreună cu fratele său Nicolai, în grija mamei. Tânărul a avut o copilărie nefericită, datorită severității mamei lui, care îl bătea frecvent.
Turgheniev studiază literatura rusă și psihologia la Universitatea din Moscova și mai târziu (1834-37) la Universitatea din Petersburg. Mai târziu, între 1838 și 1841, a studiat istoria și psihologia la Universitatea din Berlin (în special pe filozoful german Georg Wilhelm Friedrich Hegel). La 19 ani face o călătorie în Germania. În timp ce se află pe vapor izbucnește un incendiu și zvonurile că s-ar fi comportat ca un laș s-au răspândit în toată Rusia. Această întâmplare l-a marcat profund, devenind mai târziu tema povestirii sale „Foc pe mare”.
În perioada 1843-45 a lucrat la Ministerul internelor. După succesul a doua poeme se dedică în totalitate literaturii, ocupațiilor țării și călătoriilor. Are o relație cu cântăreața de operă Paulina Garcia Viardot, rămânând alături de ea și de soțul acesteia pentru tot restul vieții; călătoresc împreună în Franța între anii 1845-46 și 1847-50. Deși în tinerețe a mai avut o relație cu o servitoare, în urma acestei legături rezultând o fiică nelegitimă, Paulinette, Viardot rămâne marea și neîmplinita dragoste a lui Turgheniev.
În timpul studiilor de la Berlin, Turgheniev se consacră nevoii de occidentalizare a Rusiei.
În 1840 scrie poeme și scurte povestiri sub influența lui Nicolai Vasilievici Gogol. Devine celebru în 1852 cu ciclul de scurte povestiri Zapiski Okhotnika sau Povestirile unui vânător. Opiniile lui Turgheniev i-au adus acestuia o lună de detenție în St Petersburg și 18 luni de arest la domiciliu.
În 1855 îl cunoaște pe Lev Tolstoi, care încă nu publicase nici o operă. Turgheniev, recunoscându-i geniul literar, scria într-o scrisoare adresată surorii lui Tolstoi: „Nu exagerez când spun că o să devină un mare scriitor”.
În 1857 face o călătorie la Paris, împreună cu Tolstoi și Nicolai Nekrasov, arătându-le acestora toate obiectivele turistice. “Turghieniev este plictisitor” scria Tolstoi în jurnalul său la Dijon. Deși relațiile celor doi mari scriitori au fost destul de tensionate, ei nu au întrerupt niciodată legătura.
Sub influența critica a lui Vissarion Belinsky, adept al realismului social în literatură, Turgheniev abandonează romantismul pentru a aborda stilul realist.
Între anii 1853-62 scrie o parte din cele mai bune povestiri, nuvele și romane ale sale, Rudin (roman) 1856, Un cuib de nobili (roman) 1859, În ajun (roman) 1860 și Părinți și copii (roman) 1862, aceasta din urmă, fiind cea mai cunoscută lucrare a autorului. Tema centrală a acestor opere este frumusețea dragostei timpurii, visul pierdut, frustrarea în dragoste, care în parte reflectă neîmplinirea dragostei lui pentru Paulina. O altă femeie care l-a influențat considerabil pe Turgheniev a fost mama sa, puternica sa personalitate lăsând urme în opera autorului.
În 1862 reacția ostilă stârnita de opera „Părinți și copii” contribuie la decizia autorului de a părăsi Rusia. Acesta își pierde majoritatea cititorilor; nuvela examinând conflictul dintre generații. Turgheniev se stabilește în Germania iar mai târziu, se mută la Londra, unde nuvela „Părinți și copii” înregistrează un mare succes.
În 1871 se mută la Paris, împreună cu Viardot, unde va locui până la sfârșitul vieții. În 1860 devine membru corespondent al Academiei Imperiale de Știință, iar în 1879 doctor în drept civil la Universitatea din Oxford. La Paris, cel mai apropiat prieten a lui Turgheniev a fost scriitorul Gustave Flaubert, acesta împărtășindu-i ideile sociale și estetice.
Pe data de 3 septembrie 1883, Turgheniev moare la Bougival în apropiere de Paris; trupul său a fost mutat în Rusia și înmormântat în Cimitirul Volcov, din Sankt Petersburg.

## Varia
Există în România surse care folosesc pentru numele scriitorului varianta „Turghenev”.

## Opera literară
- 1843 PARASHA,
- 1845 RAZGOVOR,
- 1846 ANDREI,
- 1846 POMESHCHIK,
- 1850 DNEVNIK LISHNEGO CHELOVEKA,
- 1851 RAZGOVOR NA BOL'SHOI DOROGE, - Conversatie cu Highway (piesa)
- 1851 PROVINTSIALKA, - Doamna provinciala
- 1848-1851 GDE TONKO, TAM I RVETSIA, 1848/1851 - Where It's Thin. There It Tears (piesa)
- 1852 Povestirile unui vânător (Записки охотника / Zapiski ohotnika)
- 1846-1852 BEZDENEZH'E,(piesa)
- 1855 YAKOV PASYNKOV,
- 1855 O lună la țară (Месяц в деревне / Mesiaț v derevne)
- 1849-1856 ZAVTRAK U PREDVODITELIA,(piesa)
- 1856 Rudin (roman) (Рудин / Rudin)
- 1858 ASIA,
- 1859 Un cuib de nobili (roman) (Дворянское гнездо / Dvorianskoe gnezdo)
- 1860 NAKANUNE,
- 1857-1862 NAKHLEBNIK, (piesa)
- 1869 Prima iubire (povestire) (Первая любовь / Pervaia liubov)
- 1862 Părinți și copii (roman) (Отцы и дети / Otțî i deti)
- 1867 DYM
- 1870 STEPNOY KOROL' LIR
- 1855-1872 MESIATS V DEREVNE, (piesa)
- 1872 Apele primăverii, (Вешние воды / Veșnie vodî)
- 1874 LITERATURNYE I ZHITEISKIE VOOSPOMININAIIA, (rev. 1880) – Reminescente literare si Fragmente autobiografice
- 1877 NOV, Virgin Soil
- 1878 SENILIA- Poeme in Proza
- 1881 PESN' TORZHESTVUIUSHCHEI LIUBVI - The Song of the Triumphant Love
- 1882 KLARA MILICH - The Mysterious Tales
- 1882 VECHER V SORRENTE, (piesa)
- 1883 POEMY V PROZE, 1883
- 1897 Dream Tales and Prose Poems,
- 1904 Alte povestiri,
- 1879 Misterioasele Povestiri ale lui Ivan Turghenev, 1979
- 1983 Prima iubire si Foc pe mare, (2 vol.)
- 1985 Flauberts si Turgenev: A Friendship in Letters: Corespondenta Completa

## Ecranizări
- 1958 Părinți și copii (Отцы и дети), regia  Adolf Bergunker și Natalia Rașevskaia
- 1969 Un cuib de nobili (Дворянское гнездо), regia Andrei Koncealovski

## Literatură
- Turgheniev, Ivan, Părinți și copii, tradus de Dr. I. Duscian, București, 1962: Editura pentru Literatură, ColecțiaBiblioteca pentru toți, (nr. 119), p. 304;

## Legături externe
- Lucrări de Ivan Turgheniev la Proiectul Gutenberg
- Opere de sau despre Ivan Turgheniev la Internet Archive
- Lucrări de Ivan Turgheniev la LibriVox (cărți audio aflate în domeniul public)
- Ivan Turgenev poetry ru
- Online archive of Turgenev's novels in the original Russian ru
- Turgenev's works ru
- Turgenev Society (mainly in ru )
- Turgenev Museum in Bougival fr

## Vezi și
- Listă de dramaturgi ruși
- Listă de romancieri ruși